# Lincoln Parish
Lincoln Parish is een parish in de Amerikaanse staat Louisiana.
De parish heeft een landoppervlakte van 1.221 km² en telt 42.509 inwoners (volkstelling 2000). De hoofdplaats is Ruston.

## Bevolkingsontwikkeling

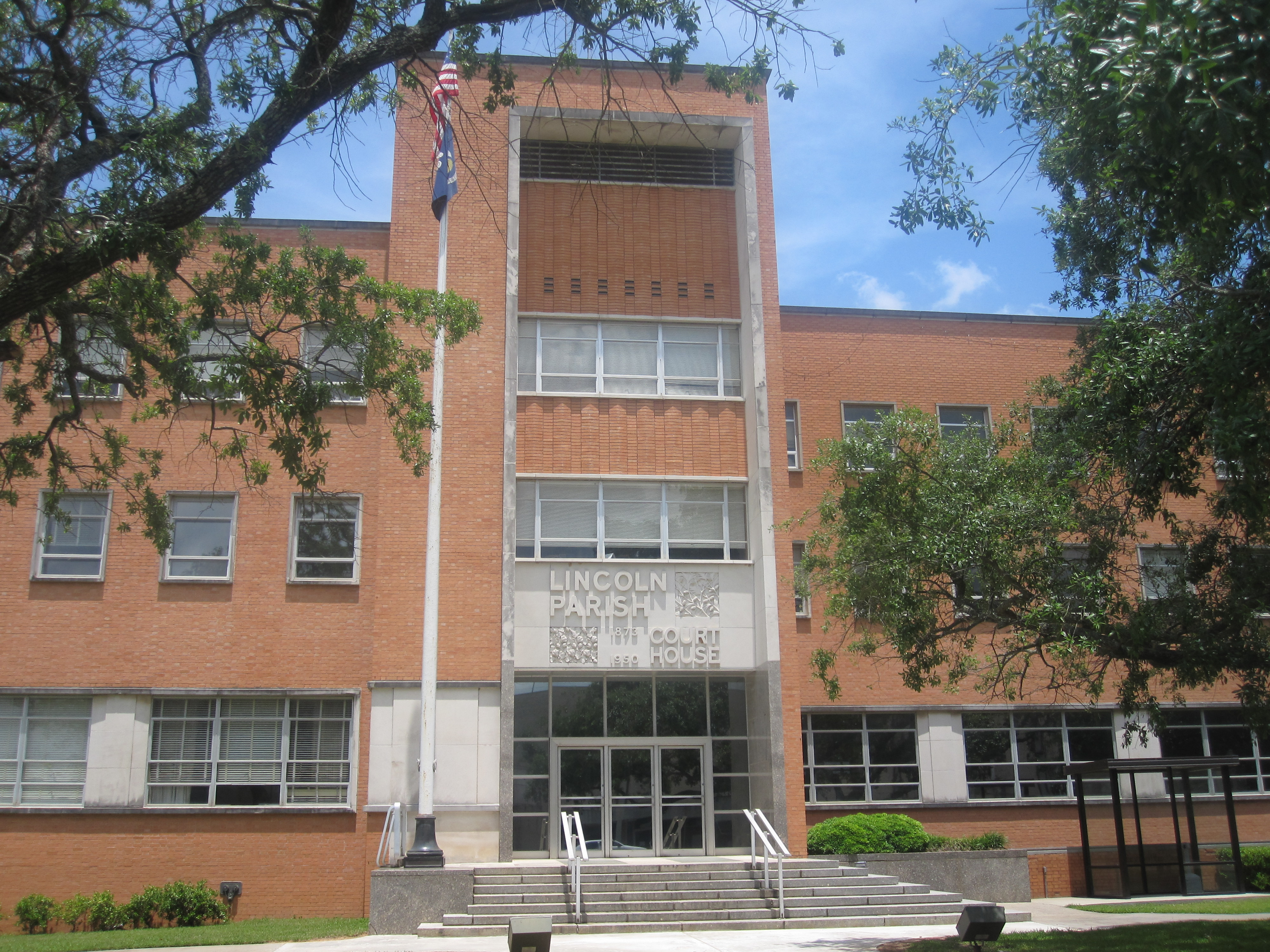
Lincoln Parish Courthouse